# AGIL Volley 1998-1999
Questa voce raccoglie le informazioni riguardanti l'AGIL Volley nelle competizioni ufficiali della stagione 1998-1999.

## Stagione
Nella stagione 1998-99 l'AGIL Volley di Trecate, che gioca per l'occasione le partite interne al PalaDalLago di Novara, disputa per la prima volta nella sua storia il campionato di Serie A2, esordendo così nella pallavolo professionistica: il mercato porta alla formazioni piemontese alcune atlete già esperte, a cui si vanno ad aggiungere delle giovani come Natalia Viganò e Sonia Gioria, e due straniere, l'olandese Jolanda Elshof e la bulgara Evelina Dobrinova, rilasciata a metà stagione e sostituita dalla cubana Liana Mesa. La prima fase di campionato è scarsissima di risultati: su quattordici gare arriva infatti una sola vittoria contro il Giannino Pieralisi Volley di Jesi, alla terz'ultima giornata. L'AGIL è quindi costretta a disputare, nella seconda fase, il girone per evitare la retrocessione: l'avvio è stentato e nonostante alcune buone prestazioni, il club chiude il campionato al terz'ultimo posto, retrocedendo in Serie B1.
L'AGIL Volley è impegnata anche nella Coppa Italia di categoria, competizione che però la vede subito fuori, sconfitta dal Volley Vigevano, nonostante la vittoria nella gara di ritorno, fuori casa, ma eliminata per il peggior quoziente set.

## Organigramma societario
Area direttiva
- Presidente: Giovanna Saporiti

Area tecnica
- Allenatore: Massimo Pacifico (fino al 29 novembre 1998), Luca Privitera (dal 6 dicembre 1998)
- Allenatore in seconda: Angelo Schingaro

Area sanitaria
- Medico: Maurizio Viola
- Fisioterapista: Stefania Bodini

## Rosa
| N° | Nome                | Ruolo | Data di nascita   | Nazionalità sportiva |
| -- | ------------------- | ----- | ----------------- | -------------------- |
| 1  | Evelina Dobrinova   | S     | 29 agosto 1972    | Bulgaria             |
| 2  | Natalia Viganò      | S     | 24 novembre 1979  | Italia               |
| 3  | Stefania Casuscelli | C     | 23 settembre 1975 | Italia               |
| 4  | Andrea Smandrova    | C     | 1º maggio 1969    | Italia               |
| 7  | Liana Mesa          | S     | 26 dicembre 1977  | Cuba                 |
| 8  | Nicoletta Ventura   | C     | 29 agosto 1976    | Italia               |
| 9  | Luciana Merlotti    | P     | 24 aprile 1976    | Italia               |
| 10 | Jolanda Elshof      | S     | 5 agosto 1975     | Paesi Bassi          |
| 11 | Sonia Gavioli       | S     | 18 settembre 1974 | Italia               |
| 12 | Roberta Luraghi     | C     | 2 marzo 1977      | Italia               |
| 13 | Sonia Gioria        | P     | 6 gennaio 1978    | Italia               |
| 14 | Sabrina Taboni      | S     | 27 giugno 1982    | Italia               |

## Mercato
| Acquisti | Acquisti            | Acquisti   | Acquisti   |
| R.       | Nome                | da         | Modalità   |
| -------- | ------------------- | ---------- | ---------- |
| C        | Stefania Casuscelli | Palermo    | definitivo |
| S        | Evelina Dobrinova   | CSKA Sofia | definitivo |
| S        | Jolanda Elshof      | Vicenza    | definitivo |
| P        | Sonia Gioria        | PAVIC      | definitivo |
| S        | Natalia Viganò      | Omegna     | definitivo |

| Cessioni | Cessioni          | Cessioni   | Cessioni   |
| R.       | Nome              | a          | Modalità   |
| -------- | ----------------- | ---------- | ---------- |
| S        | Evelina Dobrinova | CSKA Sofia | definitivo |

## Risultati

### Serie A2

#### Prima fase - Girone di andata
| 1ª giornata - 27 settembre 1998 PalaBorsani, Castellanza        | Castellanzese      | 3 - 0 | AGIL          | 15-0, 15-7, 15-6                 |
| 2ª giornata - 4 ottobre 1998 PalaDalLago, Novara                | AGIL               | 2 - 3 | Roma          | 15-13, 10-15, 15-13, 8-15, 12-15 |
| 3ª giornata - 11 ottobre 1998 Palazzetto dello Sport, Pordenone | Pordenone          | 3 - 2 | AGIL          | 15-6, 11-15, 17-16, 11-15, 20-18 |
| 4ª giornata - 14 ottobre 1998 PalaDalLago, Novara               | AGIL               | 0 - 3 | Tortoreto     | 15-17, 10-15, 12-15              |
| 5ª giornata - 18 ottobre 1998 PalaTriccoli, Jesi                | Giannino Pieralisi | 3 - 1 | AGIL          | 15-12, 11-15, 15-5, 15-8         |
| 6ª giornata - 25 ottobre 1998 PalaDalLago, Novara               | AGIL               | 0 - 3 | Busto Arsizio | 4-15, 12-15, 12-15               |
| 7ª giornata - 31 ottobre 1998 PalaTracuzzi, Messina             | Futura Messina     | 3 - 0 | AGIL          | 15-6, 15-8, 15-5                 |

#### Prima fase - Girone di ritorno
| 8ª giornata - 22 novembre 1998 PalaDalLago, Novara               | AGIL          | 0 - 3 | Castellanzese      | 8-15, 10-15, 6-15        |
| 9ª giornata - 29 novembre 1998 PalaFonte, Roma                   | Roma          | 3 - 1 | AGIL               | 15-4, 15-13, 7-15, 15-2  |
| 10ª giornata - 6 dicembre 1998 PalaDalLago, Novara               | AGIL          | 0 - 3 | Pordenone          | 12-15, 11-15, 1-15       |
| 11ª giornata - 9 dicembre 1998 Palazzetto dello Sport, Tortoreto | Tortoreto     | 3 - 0 | AGIL               | 15-2, 15-10, 15-12       |
| 12ª giornata - 20 dicembre 1998 PalaDalLago, Novara              | AGIL          | 3 - 0 | Giannino Pieralisi | 16-14, 15-12, 15-10      |
| 13ª giornata - 27 dicembre 1998 PalaPiantanida, Busto Arsizio    | Busto Arsizio | 3 - 1 | AGIL               | 15-11, 15-4, 5-15, 15-8  |
| 14ª giornata - 6 gennaio 1999 PalaDalLago, Novara                | AGIL          | 1 - 3 | Futura Messina     | 15-13, 8-15, 10-15, 5-15 |

#### Seconda fase - Girone di andata
| 1ª giornata - 17 gennaio 1999 PalaBasletta, Vigevano            | Vigevano  | 3 - 0 | AGIL           | 16-14, 15-4, 15-4               |
| 2ª giornata - 24 gennaio 1999 PalaDalLago, Novara               | AGIL      | 1 - 3 | Icot           | 15-10, 7-15, 7-15, 14-16        |
| 3ª giornata - 31 gennaio 1999 Palazzetto dello Sport, Pordenone | Pordenone | 3 - 1 | AGIL           | 15-13, 16-14, 9-15, 15-7        |
| 4ª giornata - 7 febbraio 1999 PalaDalLago, Novara               | AGIL      | 3 - 0 | Futura Messina | 15-6, 17-16, 15-10              |
| 5ª giornata - 14 febbraio 1999 PalaDalLago, Novara              | AGIL      | 3 - 1 | Roma           | 6-15, 15-9, 15-7, 15-13         |
| 6ª giornata - 21 febbraio 1999 PalaBaldassarra, Altamura        | Altamura  | 1 - 3 | AGIL           | 10-15, 7-15, 17-16, 15-17       |
| 7ª giornata - 28 febbraio 1999 PalaDalLago, Novara              | AGIL      | 2 - 3 | Pool Piave     | 7-15, 11-15, 15-13, 15-7, 14-16 |

#### Seconda fase - Girone di ritorno
| 8ª giornata - 7 marzo 1999 PalaDalLago, Novara                | AGIL           | 1 - 3 | Vigevano  | 15-13, 2-15, 11-15, 4-15          |
| 9ª giornata - 14 marzo 1999 PalaFiera, Forlì                  | Icot           | 3 - 2 | AGIL      | 15-5, 15-5, 9-15, 3-15, 16-14     |
| 10ª giornata - 21 marzo 1999 PalaDalLago, Novara              | AGIL           | 3 - 2 | Pordenone | 10-15, 16-14, 15-11, 11-15, 15-11 |
| 11ª giornata - 27 marzo 1999 PalaTracuzzi, Messina            | Futura Messina | 2 - 3 | AGIL      | 9-15, 10-15, 15-3, 15-8, 11-15    |
| 12ª giornata - 3 aprile 1999 PalaFonte, Roma                  | Roma           | 3 - 0 | AGIL      | 15-3, 15-8, 15-6                  |
| 13ª giornata - 11 aprile 1999 PalaDalLago, Novara             | AGIL           | 3 - 1 | Altamura  | 10-15, 15-8, 15-13, 15-2          |
| 14ª giornata - 18 aprile 1999 PalaBarbazza, San Donà di Piave | Pool Piave     | 3 - 0 | AGIL      | 15-7, 15-12, 15-12                |

### Coppa Italia di Serie A2

#### Fase a eliminazione diretta
| Ottavi di finale (andata) - 18 novembre 1998 PalaDalLago, Novara     | AGIL     | 0 - 3 | Vigevano | 13-15, 6-15, 5-15        |
| Ottavi di finale (ritorno) - 25 novembre 1998 PalaBasletta, Vigevano | Vigevano | 1 - 3 | AGIL     | 3-15, 13-15, 15-7, 14-16 |

## Statistiche

### Statistiche di squadra
| Competizione             | Punti | In casa | In casa | In casa | In trasferta | In trasferta | In trasferta | Totale | Totale | Totale |
| Competizione             | Punti | G       | V       | P       | G            | V            | P            | G      | V      | P      |
| ------------------------ | ----- | ------- | ------- | ------- | ------------ | ------------ | ------------ | ------ | ------ | ------ |
| Serie A2                 | 2/12  | 14      | 5       | 9       | 14           | 2            | 12           | 28     | 7      | 21     |
| Coppa Italia di Serie A2 | -     | 1       | 0       | 1       | 1            | 1            | 0            | 2      | 1      | 1      |
| Totale                   | -     | 15      | 5       | 10      | 15           | 3            | 12           | 30     | 8      | 22     |

G = partite giocate; V = partite vinte; P = partite perse